# دیمیترانا ایوانوا
دیمیترانا ایوانووا, نام هنگام تولد پترووا (بلغاری: Димитрана Иванова، ۱۸۸۱–۱۹۶۰)، مصلح آموزشی، فعال حق رأی زنان و فعال حقوق زنان در بلغارستان بود. او از سال ۱۹۲۶ تا ۱۹۴۴ ریاست اتحادیه زنان بلغارستان را بر عهده داشت.
او یکی از چهره‌های برجسته در جنبش آغازین حقوق زنان در بلغارستان در اوایل سده بیستم بود. او برای حقوق مدنی و سیاسی زنان مبارزه کرد و نقش مهمی در ارتقای آموزش دختران و مشارکت زنان در حوزه‌های عمومی و حرفه‌ای ایفا نمود. به عنوان روزنامه‌نگار، در نشریاتی که به ترویج حقوق زنان و توانمندسازی آنان در بلغارستان می‌پرداختند، مطلب می‌نوشت.

## زندگی‌نامه
دیمیترانا ایوانووا با نام اصلی پترووا در ۱ فوریه ۱۸۸۱ در روسه، بلغارستان زاده شد. دختر یک تاجر بود و در مدرسه دخترانه محلی و دبیرستان دختران تحصیل کرد.
در دوران او، زنان از سال ۱۸۹۶ در دانشگاه صوفیه تنها اجازه شنیدن سخنرانی‌ها را داشتند، اما تا سال ۱۹۰۱ مجاز به ثبت‌نام رسمی نبودند. با این حال حتی پس از آن نیز پذیرش زنان دشوار بود، زیرا دبیرستان‌های دخترانه تنها شش پایه از هفت پایه لازم برای ورود به دانشگاه را ارائه می‌دادند. از این رو، دیمیترانا ایوانووا از پذیرش در رشته حقوق صوفیه بازماند. در نتیجه، برای ادامه تحصیل در رشته آموزش و فلسفه به سوئیس رفت و در دانشگاه زوریخ نخستین زن دانشجوی آنجا شد.
او در سال ۱۹۰۰ به بلغارستان بازگشت و به عنوان معلم استخدام شد، که در آن زمان تقریباً تنها حرفه در دسترس زنان بود (اگرچه تا سال ۱۹۰۴، تدریس برای زنان متأهل ممنوع بود). او در شهرهای پوپووو، بلغارستان، شومن (بلغارستان), پلون (بلغارستان), ولیکو ترنوو و روسه، بلغارستان به آموزش دختران پرداخت.
همزمان با تدریس، ایوانووا مقالاتی دربارهٔ مسائل آموزشی در نشریات تخصصی مانند اوچیتل (معلم) و اوچیلیشن پرگلد (بررسی مدرسه) می‌نوشت.
از سال ۱۹۰۵، او در روزنامه‌های اوچیتلسکا پروبودا (بیداری معلم) و ژن‌سکی گلاس (صدای زن) مطلب می‌نوشت و از سپتامبر ۱۹۲۰ تا سپتامبر ۱۹۴۴ سردبیر ژن‌سکی گلاس بود.
در سال ۱۹۰۸، عضو انجمن «دوبرواتل» در روسه، بلغارستان شد که تمرکز آن بر آموزش زنان و رهایی فرهنگی آنان بود. او از سال ۱۹۰۸ تا ۱۹۱۱ ریاست این انجمن را بر عهده داشت.
دیمیترانا ایوانووا همچنین در زمان جنگ‌های بالکان (۱۹۱۲–۱۹۱۳) به عنوان پرستار خدمت کرد.
در سال ۱۹۱۴ با دانچو ایوانوف، که او نیز معلم بود، ازدواج کرد، اما به فعالیت حرفه‌ای خود ادامه داد (زیرا ممنوعیت تدریس برای زنان متأهل در سال ۱۹۰۴ برداشته شده بود). او مادر سه فرزند بود که به ترتیب در سال‌های ۱۹۱۶، ۱۹۱۷ و ۱۹۱۸ به دنیا آمدند.
در سال ۱۹۲۱، او مجدداً برای تحصیل در دانشکده حقوق دانشگاه صوفیه درخواست داد و با موافقت مواجه شد و در سال ۱۹۲۷ فارغ‌التحصیل شد.
پس از ۹ سپتامبر ۱۹۴۴، زندگی دیمیترانا ایوانوا دگرگون شد. در ۲۸ سپتامبر ۱۹۴۴، او توسط جمهوری خلق بلغارستان جدید به دلیل روابط گسترده‌اش با آلمان و مظنون به حمایت از جنبش‌های فاشیستی و طرفداری از آلمان دستگیر شد. او پس از چهار ماه آزاد شد، به شرطی که صوفیه را ترک کرده و به روسه، بلغارستان منتقل شود. سپس به صوفیه بازگشت.
دیمیترانا ایوانوا در ۲۹ مه ۱۹۶۰ در صوفیه در سن ۷۹ سالگی درگذشت.

### فعالیت‌های حقوق زنان
در ژوئن ۱۹۱۱، دیمیترانا ایوانوا به عنوان نماینده در کنگره اتحادیه زنان بلغارستان (Българския женски съюз) شرکت کرد، جایی که در مورد مفاد قانون اساسی مربوط به حقوق رای دادن زنان بحث شد.
او به‌طور فعال در مسائل مرتبط با خانواده، نقش‌های همسران و مادران و حمایت اجتماعی از مادران و کودکان مشارکت داشت.
او همچنین عضو جامعه مبارزه با بزهکاری نوجوانان بود و در سال ۱۹۲۵ کمک کرد تا جامعه حفاظت از کودکان (Дружество за защита на децата) را تأسیس کند و تا سال ۱۹۳۵ در هیئت مدیره آن خدمت کرد.
در اوایل دهه ۱۹۲۰، او که قبلاً فعال و متعهد به جنبش حقوق زنان بود، تشخیص داد که تحصیلات حقوقی می‌تواند به تلاش‌های او کمک کند و موجب پیشرفت در حق برابر زنان شود. او تلاش کرد تا در دانشکده حقوق دانشگاه صوفیه ثبت‌نام کند، اما درخواست او به دلیل این که «تحصیلات متوسطه خود را تکمیل نکرده بود» رد شد (مدارس عالی بلغارستان اخیراً به هشت سال افزایش یافته بودند، در حالی که او تنها شش سال تحصیل کرده بود). او که مصمم بود با «بی‌عدالتی‌هایی که زنان با آن روبرو بودند و با فرمالیسم» مبارزه کند، در نهایت پس از تکمیل سال هشتم، در دانشکده حقوق ثبت‌نام کرد و در سال ۱۹۲۷ فارغ‌التحصیل شد.
دیمیترانا ایوانوا شروع به انتشار و ویرایش مجله ماهانه «زن» (۱۹۲۹–۱۹۳۱) کرد که در آن به مسائل حقوقی پیرامون وضعیت فرودست زنان پرداخته می‌شد. او همچنین برای روزنامه‌های مختلف در زمینه‌های مرتبط با زندگی و آینده زنان نوشت.
از سال ۱۹۲۶ تا ۱۹۴۴، او رهبری اتحادیه زنان بلغارستان را بر عهده داشت و پس از دوره جولیا مالینوا به این سمت رسید. او مدافع قوی برابری جنسیتی در آموزش و حق زنان برای کار به عنوان وکیل و قاضی بود؛ بنابراین، تحت ریاست او، دو مسئله به‌طور خاص مورد توجه قرار گرفت: اجازه دادن به زنان برای کار به عنوان وکیل، که به عنوان یک مسئله نمادین برای نشان دادن حق زنان برای دسترسی به سایر حرفه‌های مشابه محسوب می‌شد، و حق رای زنان. سرانجام، پس از مبارزه طولانی، او یکی از نخستین زنان بلغاری شد که حق کار به عنوان وکیل یا قاضی را کسب کرد. علاوه بر این، در سال ۱۹۳۷، زنان متأهل، مطلقه و بیوه بالای ۲۱ سال حق رای در انتخابات شهری را به دست آوردند، اگرچه هنوز اجازه کاندیدا شدن برای انتخابات را نداشتند. این اولین گام برای تضمین حق رای برای تمام زنان در سال ۱۹۴۴ بود.
از سال ۱۹۳۵ تا ۱۹۴۰، او عضو هیئت مدیره اتحادیه بین‌المللی زنان بود.
او به یک چهره معروف و جنجالی در بحث‌های عمومی تبدیل شد و اغلب در مطبوعات به صورت کاریکاتور کشیده می‌شد.